# Gravona
Gravona – rzeka we Francji, przepływająca przez teren departamentu Korsyka Południowa, o długości 46,5 km. Stanowi dopływ rzeki Prunelli.